# Puig de Guèmol
El Puig de Guèmol és un cim de 207 metres que es troba al municipi de Banyoles, a la comarca del Pla de l'Estany.